# Sarro (Toreut)
Sarro war ein antiker römischer Toreut (Metallbearbeiter), der in der zweiten Hälfte des 1. Jahrhunderts in Niedergermanien tätig war.
Sarro ist heute nur noch aufgrund zweier Signaturstempel bekannt. Einer findet sich auf einem Becken aus Bronze, das in dem um die Zeit 90/95 datierten Grab 8 der antiken Stadt Ulpia Noviomagus Batavorum in Nijmegen-West gefunden wurde. Dieses gehört zur Sammlung des Museum Kam in Nijmegen. Die Signatur, bei der das S nur noch teilweise erhalten ist, lautet lateinisch SARRO•F, ergänzt zu Sarro fecit: Sarro hat gefertigt. Eine zweite, identische Signatur findet sich auf einem Bronzebecken unbekannter Herkunft, das sich heute im Rheinischen Landesmuseum Trier befindet. Der Name Sarro ist keltischen Ursprungs und darüber hinaus nur noch ein weiteres Mal in Nîmes belegt. Aufgrund der Dekorationen wird eine Herstellung der beiden Stücke in einem der gallischen Produktionszentren angenommen.